# Lincoln Zephyr

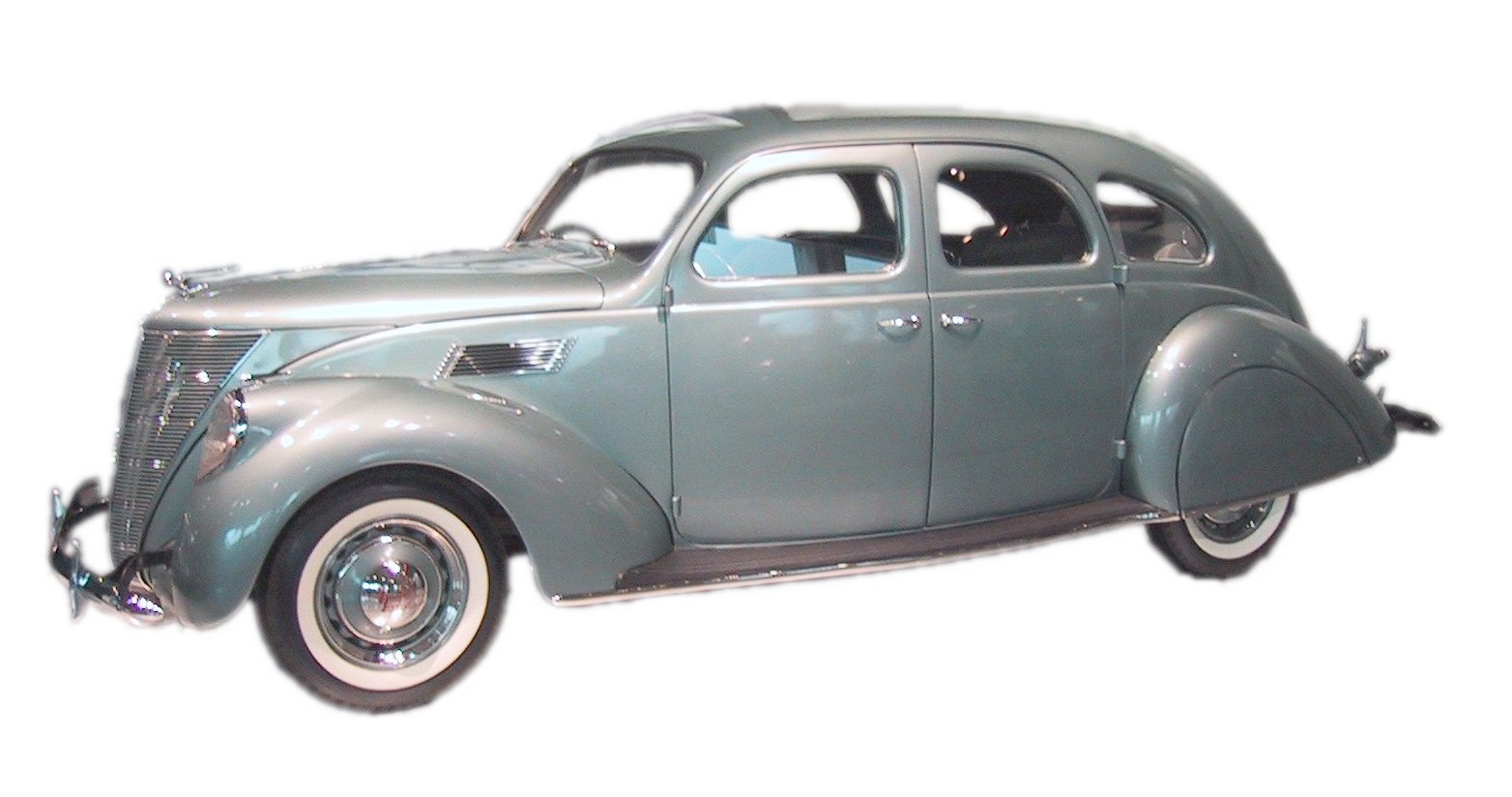
Lincoln Zephyr av äldre modell

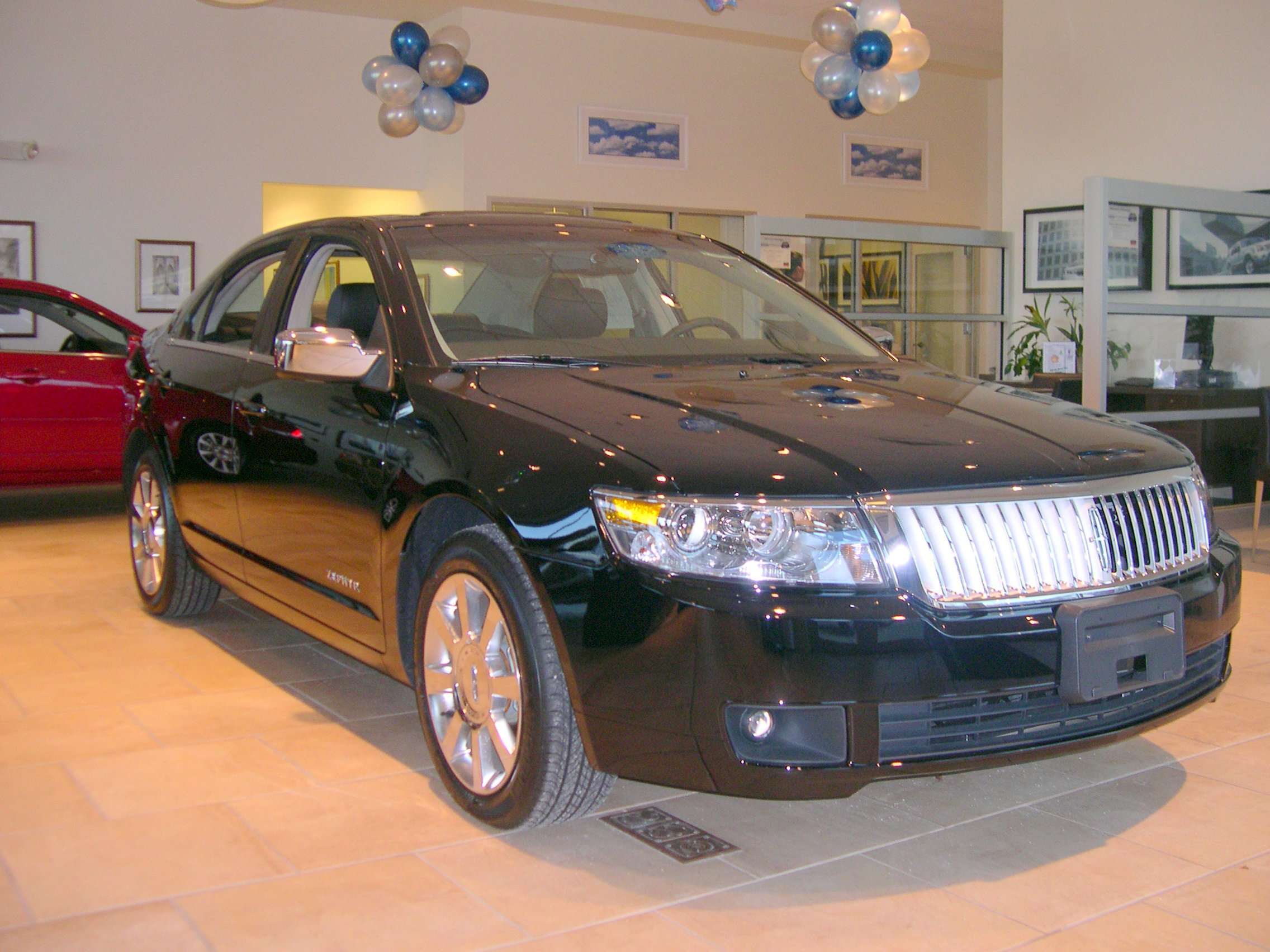
2006 Lincoln Zephyr

Lincoln Zephyr  är en bilmodell tillverkad åren 1936 - 1942 av Lincoln. Zephyr var en för sin tid mycket modern lyxbil.

## 2006
2006 återkom modellnamnet Zephyr på en modern Lincoln.
- Wikimedia Commons har media som rör Lincoln Zephyr.